# 2022年10月石家庄市2019冠状病毒病聚集性疫情
2022年10月石家庄市2019冠状病毒病聚集性疫情是指自2022年10月26日起，在中华人民共和国河北省石家庄市爆发的2019冠状病毒病本土聚集性疫情。10月26日，石家庄市长安区新增2例阳性感染者，其后一周内，石家庄多个市辖区相继报告新增感染者，11月5日的报告新增首次突破两位数。
11月13日起，石家庄市的防疫政策出现较大调整，引发舆论关注。

## 背景
石家庄是河北省省会，交通便利，人员密集，2019冠状病毒病疫情以来，石家庄已经历了多起聚集性疫情。2022年8月25日至9月11日，石家庄就经历了一起较大规模的疫情。10月1日至本轮疫情开始前的这段时间里，在所有市辖区中，只有裕华区报告了“零星”几例感染者。

## 数据
石家庄市每日新增感染者
- 上表有个别日期的数据中包含少数确诊病例[8][9][10][11][12][13][14][15][16]，其余均为无症状感染者。

## 经过

### 11月13日前
10月26日至11月2日，石家庄市长安区、鹿泉区、栾城区、藁城区、桥西区、新华区、裕华区相继报告新增感染者。与此同时，官方划定多个中高风险区。
11月1日至6日，相关部门相继发布公告，取消了河北考区2022年下半年计算机技术与软件专业技术资格考试、2022石家庄马拉松赛，位于石家庄的河北省博物院、河北省图书馆亦宣布因疫情临时闭馆。据接受北京青年报采访的市民回忆，11月起，石家庄开启了本轮封控。
截至11月11日，石家庄市辖区新增多个中高风险区。
11月13日，石家庄市疫情防控总指挥部办公室发布通告称，为应对高校疫情，已完成对河北师范大学师生采取临时疏散措施，将组织学校无风险人员陆续返回学校。

### 11月13日后
11月13日，石家庄当日新增感染者首次突破500例，同日，市人民政府发布《致全体市民的一封信》，称市政府决定按照中国国务院联防联控机制于11月11日发布的《进一步优化防控工作的二十条措施》，对本市防疫措施进行优化调整。信中提到每个人都是自己健康的“第一责任人”，同时强调本次调整不是放开、“躺平”，将继续贯彻“动态清零”总方针。同日，有网友爆料称，石家庄疑似不再要求在公共场合查验核酸证明。
11月14日，网络上关于石家庄“解封”的消息越来越多，据悉许多小区解除封控，很多场所不再查验核酸，很多核酸点也取消了，同日，“石家庄疫情防控”登上新浪微博热搜，引发热议，有舆论称石家庄成为了中国国内第一个“解除防控”、试点全面放开的城市。当日上午，市委书记张超超在河北师范大学检查疫情防控工作时强调，本次调整绝不是全面放开，政府将全面对标对表《进一步优化防控工作的二十条措施》，“凡是不一致的全面进行整改，不折不扣地落实到位”。当日晚间，石家庄市区多家药店的连花清瘟胶囊已卖断货，有媒体认为这是公众为应对防疫措施调整而大量囤积导致的，但有卖家表示是受到“双十一”促销活动影响，该药厂家则在翌日的采访中表示对断供“不太清楚，全力保市场供应”。当日，官方证实了石家庄已经取消全员核酸检测的消息，确认了石家庄自14日起取消常态化核酸点，地铁和公交方面自15日起不再查验核酸有效期，除重点场所外不再查验72小时核酸证明。
11月15日，在取消免费核酸检测网点仅1日后，石家庄市又恢复运营部分常态化核酸点。一份抬头为“石家庄疫情防控总指挥部医疗救治分指挥部”的网传文件显示，官方要求自11月15日起，各区每日开放采样点不少于30个。同日，网传石家庄一些学校宣布复课后，出现了很多学生家长疑因担心疫情而为学生请假的现象。
11月16日，位于石家庄的河北省博物院、河北省图书馆、河北省美术馆恢复开放。
11月20日，石家庄市疫情防控总指挥部发布通告，自11月21日零时起至25日24时，在桥西区、长安区、裕华区、新华区、高新区、循环化工园区开展全员核酸筛查。高风险区所在小区居民严格足不出户，其他区域居民原则上居家。居民非必要不外出，不扎堆、不聚集，最大限度减少人员流动。为满足居民日常生活需求，每个家庭每天可安排一人持24小时核酸阴性证明和当日核酸已采证明，外出两小时采购生活物资。餐饮堂食、商场、各类密闭性文娱体育场所以及各类培训机构暂停营业；中小学、幼儿园实行线上教学，高校实行封闭管理；生产企业和在建项目工地实行封闭管理，闭环运行。在此期间倡导居民非必要不离石家庄，确需离石家庄的要提前向目的地报备，机场、车站等交通场站须严格查验48小时内2次核酸阴性证明。
12月1日起，石家庄桥西区、长安区、裕华区、新华区、高新区、循环化工园区实施分区分级差异化防控措施，有序恢复生产生活秩序。

## 备注
1. ↑  该公开信落款日期为11月12日，官网显示的发布日期为11月13日